# Berjou
Berjou település Franciaországban, Orne megyében. Lakosainak száma 427 fő (2022. január 1.). Berjou Saint-Denis-de-Méré, Cahan és Sainte-Honorine-la-Chardonne községekkel határos.

## Népesség
A település népességének változása:
| Lakosok száma | 488  | 482  | 487  | 461  | 454  | 451  | 446  | 437  | 427  |
|               | 2013 | 2015 | 2016 | 2017 | 2018 | 2019 | 2020 | 2021 | 2022 |